# Nandus

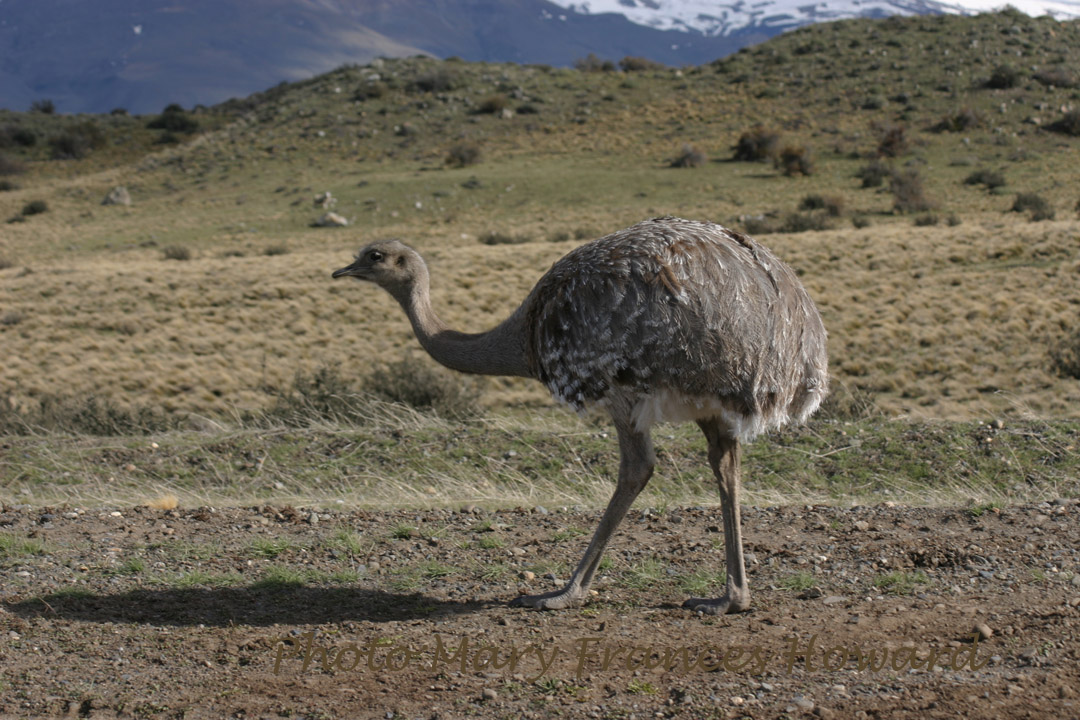
Darwinnandu (Rhea darwinii)

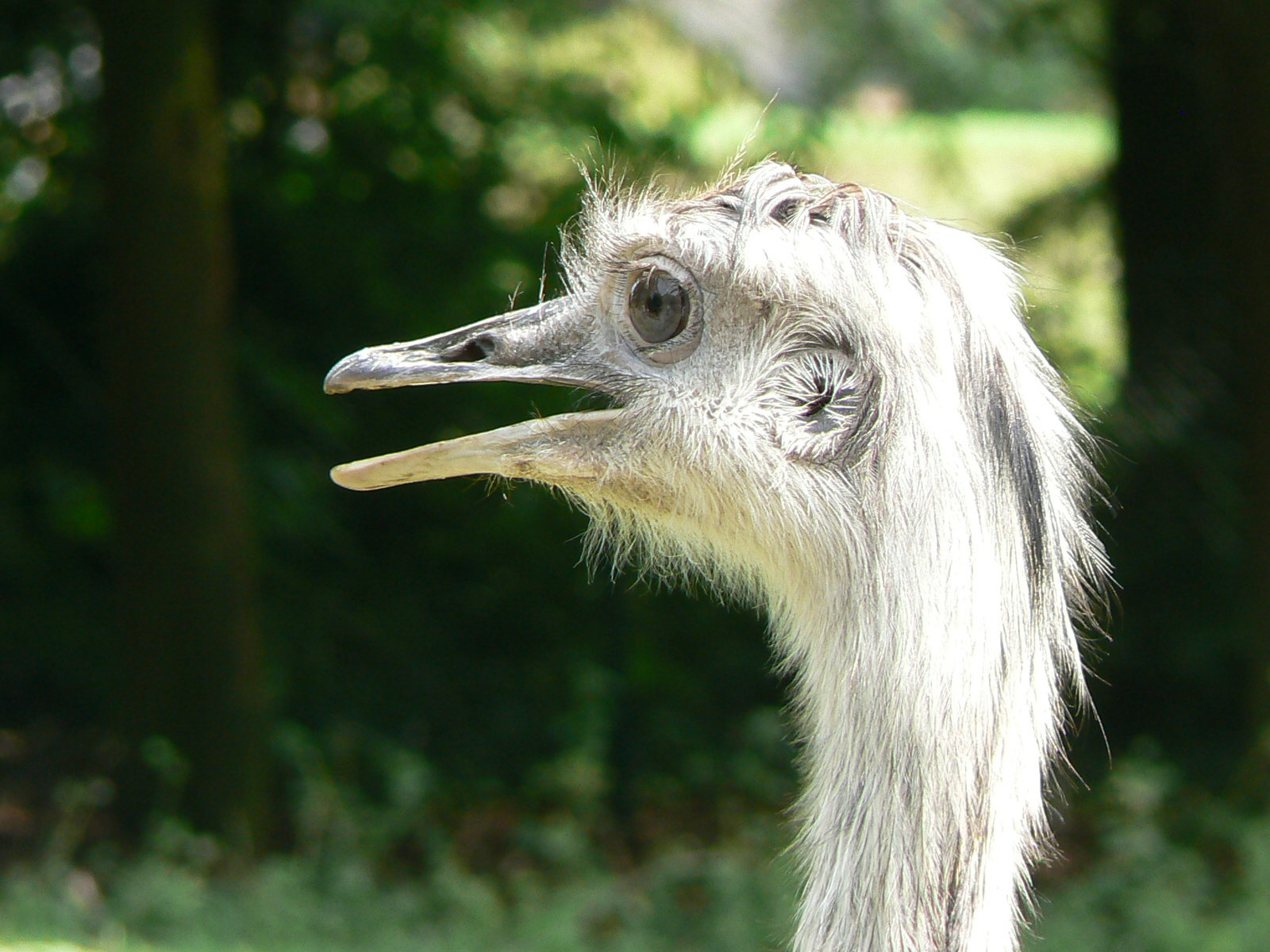
Kopf eines Großen Nandus. Auffällig ist die Ohröffnung. Nandus hören sehr gut.

Die Nandus (Rhea) bzw. Ñandús sind eine in Südamerika beheimatete Gattung bzw. Familie (Rheidae) der Laufvögel mit drei Arten. Sie weisen alle ein graues Gefieder auf. Zu ihren typischen Merkmalen  zählen die verhältnismäßig großen Augen sowie der breite und flache Schnabel. Nandus gehören zu den charakteristischen Großtieren der Grasländer in subtropischen und gemäßigten Breiten Südamerikas.
Die Bezeichnung Nandu ist aus der Sprache der Guaraní, einer Ethnie in Paraguay und dem Norden Argentiniens, entlehnt.

## Merkmale
In der Gestalt ähneln Nandus den Straußen Afrikas so sehr, dass sie in älterer Literatur auch als „südamerikanische Strauße“ bezeichnet wurden. Es gibt jedoch einige auffällige Unterschiede. Zunächst ist selbst der Große Nandu sehr viel kleiner als ein Strauß, wird er bei einer Höhe von 1,4 m doch nur halb so groß. Das maximale Gewicht ist abhängig von der jeweiligen Unterart. Die kleinste Unterart erreicht ein Körpergewicht bis zu 20 Kilogramm, während eine in Argentinien verbreitete Unterart bis zu 50 Kilogramm wiegen kann.
Nandus haben einen befiederten Hals, Kopf und Schenkel, während diese beim Strauß nackt sind. Wie die meisten anderen Laufvögel haben Nandus drei Zehen an jedem Fuß, die Hinterzehe fehlt (Tridactylie); beim Strauß sind es nur zwei Zehen. Die Flügel der Nandus sind die größten aller Laufvögel. Die insgesamt 28 Schwungfedern (12 Handschwingen und 16 Armschwingen) sind zu langen, wallenden Prunkfedern ausgebildet. Zwar kann ein Nandu aufgrund seines viel zu hohen Eigengewichts nicht fliegen, die Flügel können aber dazu benutzt werden, im schnellen Laufen das Gleichgewicht zu halten. Zudem trägt jeder Flügel eine scharfe Kralle, die als Waffe eingesetzt werden kann.
Nandus sind zwar nicht so schnelle Läufer wie die afrikanischen Strauße, können aber beachtliche Geschwindigkeiten von bis zu 60 km/h erreichen. Zudem sind sie gute Schwimmer, die problemlos einen Fluss durchqueren können.

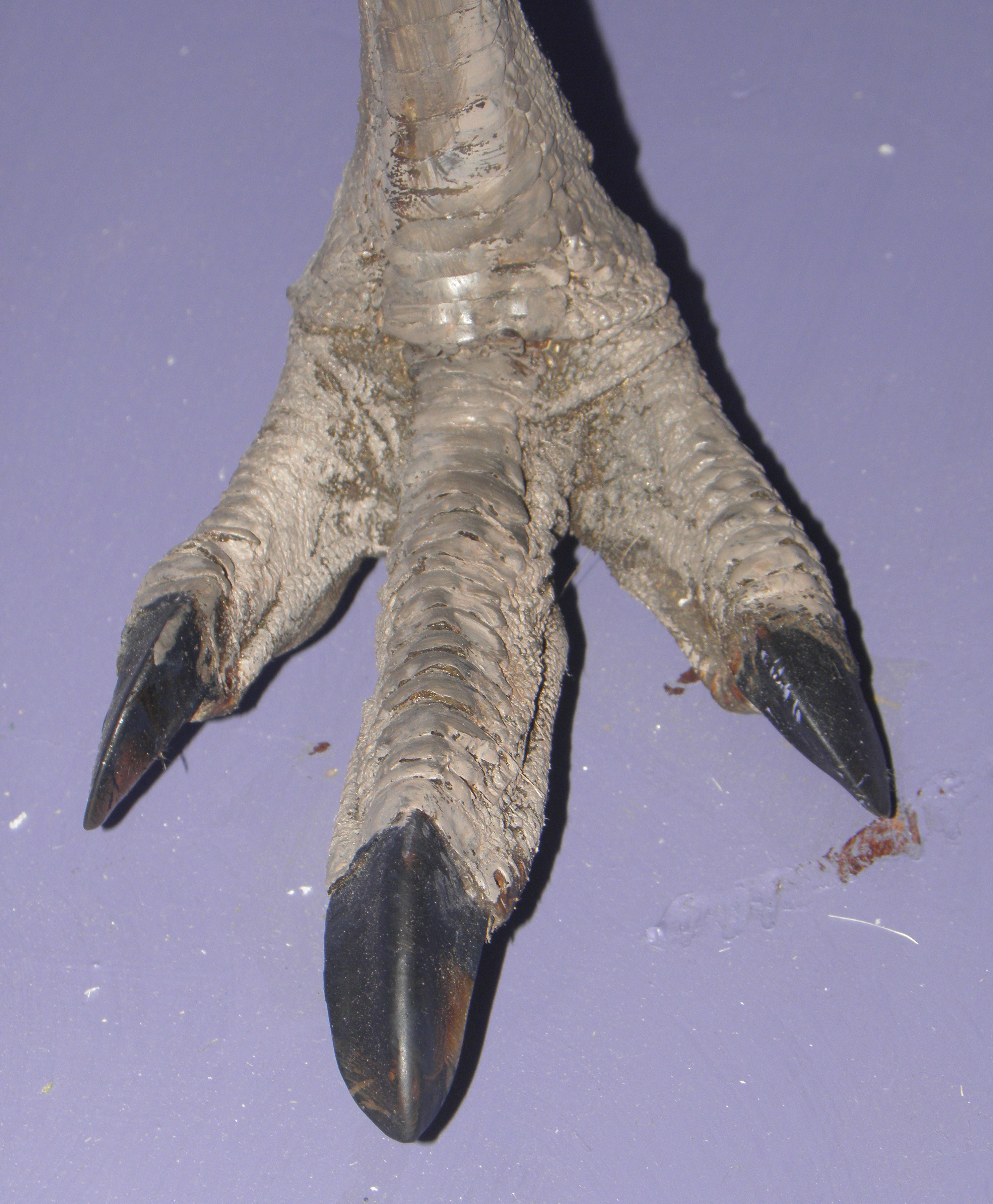
Fuß (Rhea pennata)
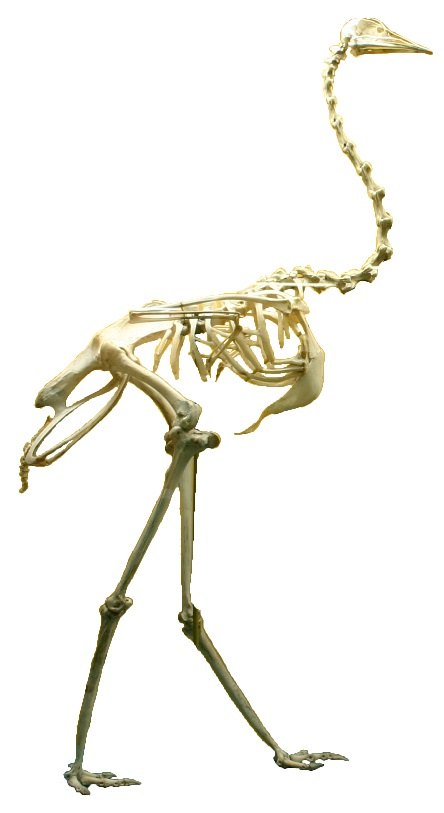
Skelett (R. americana)
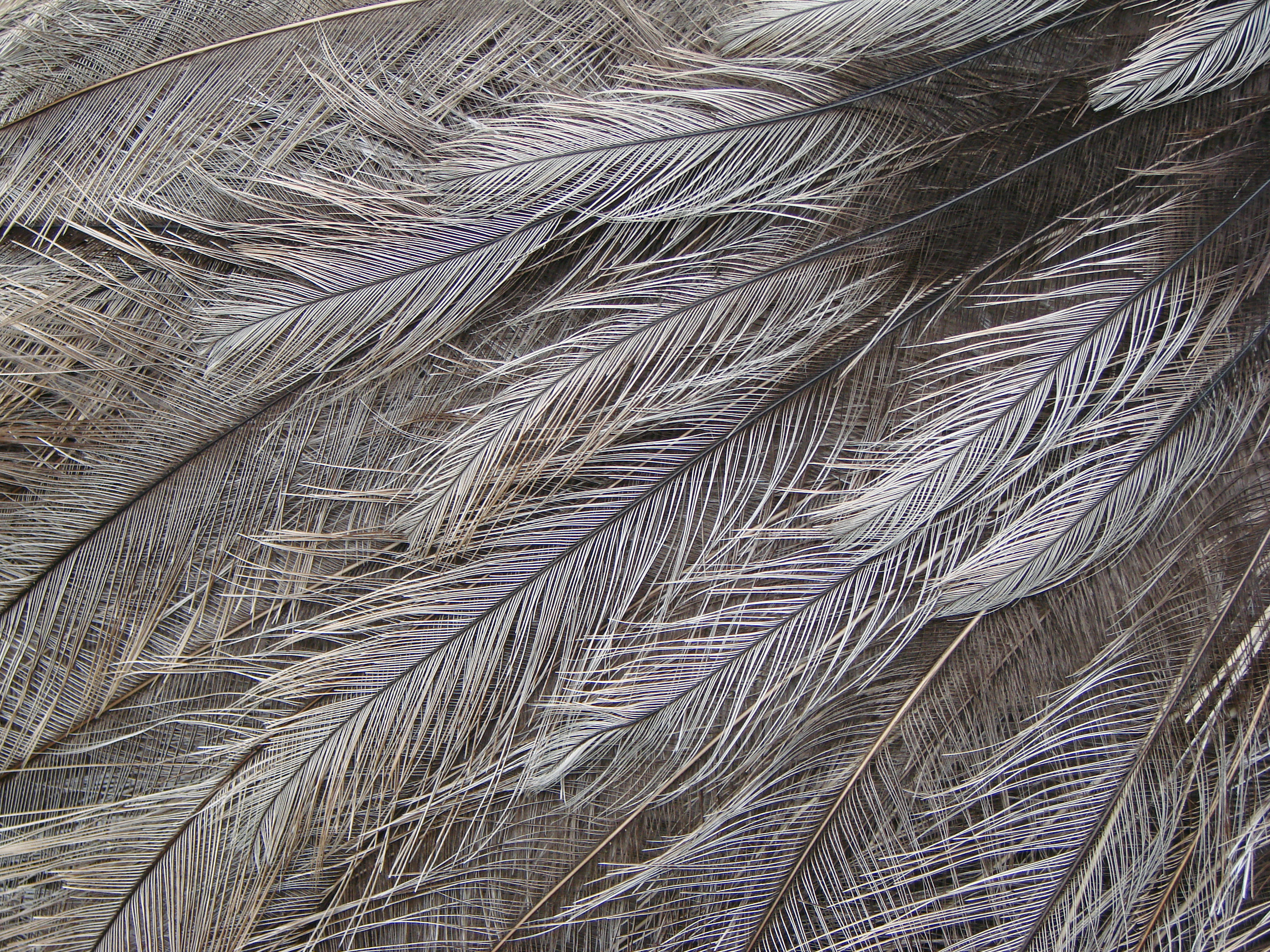
Federn (R. americana)

## Stimme
Der Ruf des Nandus ähnelt eher dem Brüllen einer Raubkatze als dem Laut eines Vogels. Vor allem Hähne stoßen ihn während der Balz aus. Ansonsten erzeugen Nandus heiser klingende Warnrufe und, verbunden mit Drohgebärden, ein Zischen.

## Verbreitung und Lebensraum

### Natürliche Verbreitung
Nandus sind in den Ländern Argentinien, Chile, Paraguay, Uruguay, Brasilien und Bolivien heimisch – der Darwinnandu zudem im südlichsten Zipfel Perus. Sie bewohnen offene, savannenähnliche Lebensräume, sind also Bewohner der Pampa, des Chaco, des patagonischen Tieflands und der Hochebenen der Anden. Der Große Nandu bevorzugt dabei tiefere Lagen in wärmeren Klimaten, während Puna-Nandu und Darwinnandu auch in großen Höhen bis 4500 m vorkommen und der Darwinnandu außerdem im kühlgemäßigten äußersten Süden Südamerikas leben kann.

### Freilebende Nandus in Deutschland

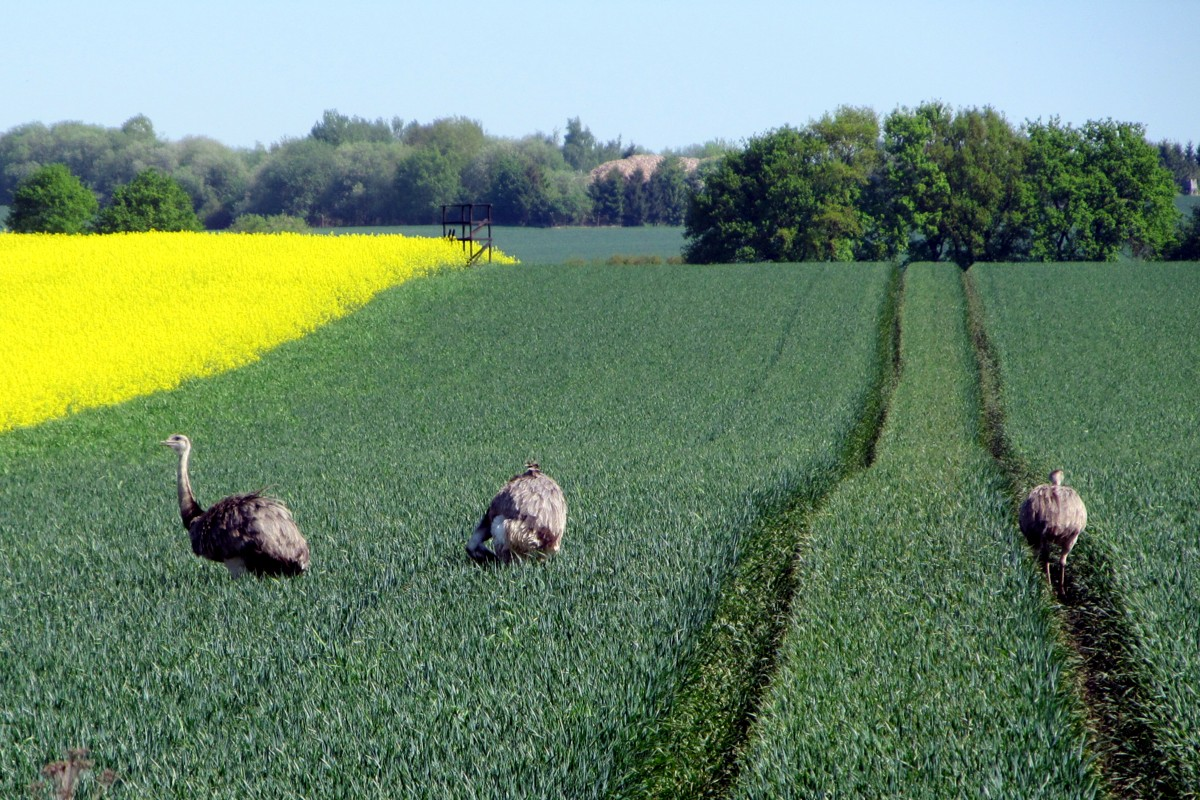
Nandus bei Schlagsdorf, Mai 2018.

Im Jahr 2000 gelang drei Nandupärchen der Ausbruch aus einem Zuchtgehege in Groß Grönau bei Lübeck. Die Tiere flüchteten ins nahegelegene, weitgehend naturbelassene Wakenitztal an der ehemaligen innerdeutschen Grenze und vermehrten sich dort, den Witterungsverhältnissen zum Trotz, zügig. Fünf Jahre später war der Bestand bereits auf über 60 Exemplare angewachsen und Nordwestmecklenburg damit um eine ungewöhnliche Attraktion reicher. Die derzeitigen Zahlen (Stand: Dez. 2018) sprechen von 566 Tieren, wovon 294 Jungtiere sind, die meisten davon leben östlich, einige auch westlich der Wakenitz. Rechtlich gilt der Nandu inzwischen als in Deutschland heimische Art i. S. d. § 7 Abs. 2 Nr. 7 BNatSchG, da er sich in freier Natur und ohne menschliche Hilfe über mehrere Generationen als Population erhalten hat. Darüber hinaus handelt es sich um eine besonders geschützte Art i. S. d. § 7 Abs. 2 Nr. 13 BNatSchG, sodass die in Deutschland wild lebenden Nandus nicht nur den allgemeinen Schutz des § 39 BNatSchG, sondern auch den besonderen Schutz des § 44 BNatSchG genießen.
Nichtsdestotrotz wurden zwei Landwirten im Jahre 2019 die Genehmigungen erteilt, jeweils bis zu 10 Nandus zu schießen. Insgesamt schossen sie 17 der möglichen 20 Nandus.
Über die weitere Vorgehensweise herrscht bislang Uneinigkeit bei Behörden und Naturschützern, da die mittelfristigen Auswirkungen der unfreiwillig eingeführten Neozoen auf ihr Umfeld umstritten sind.

## Lebensweise

### Aktivität

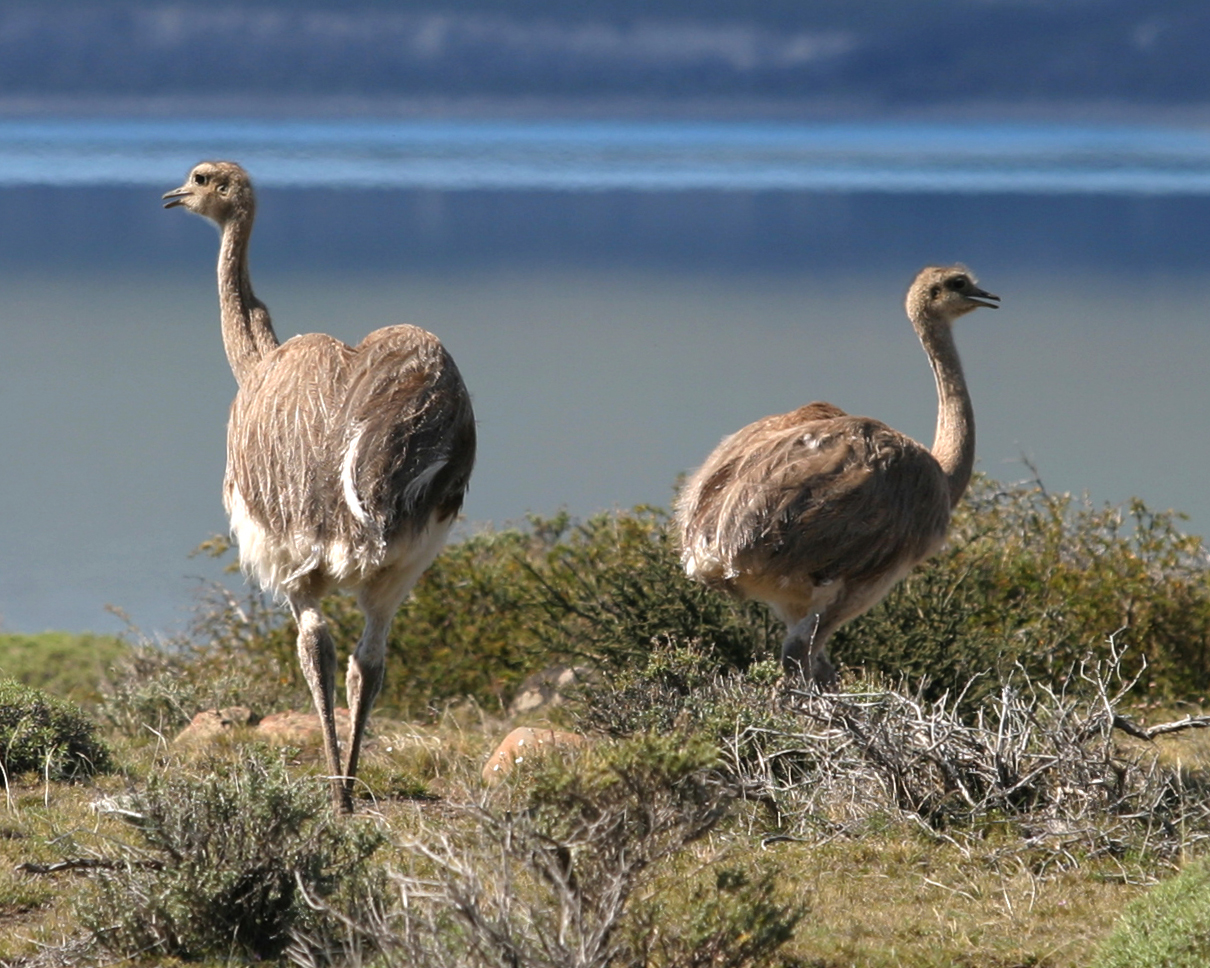
Zwei Darwinnandus (Rhea pennata)

In der Regel sind Nandus tagaktive Vögel. Nur an außergewöhnlich heißen Tagen verlegen sie ihre Aktivität teilweise auch in die Nacht, um während der größten Sonnenhitze ruhen zu können. Sie sind gesellige Vögel, die außerhalb der Fortpflanzungszeit in Gruppen von fünf bis 30 Individuen leben, Hähne, Hennen und Jungtiere. Alljährlich zur Fortpflanzungszeit lösen sich die Verbände auf, und die Hähne werden territorial. Manche alte Männchen kehren anschließend nicht mehr in die Gruppen zurück, sondern leben auch außerhalb der Fortpflanzungszeit als Einzelgänger. Innerhalb der Gruppen wird zwischen den Individuen auf einen Mindestabstand geachtet. Kommen zwei Tiere einander zu nahe, wird durch Vorstrecken des Kopfes mit geöffnetem Schnabel und einem Zischlaut der jeweils andere zum Zurückweichen aufgefordert.
In der Pampa bilden Nandus oft gemischte Herden mit Pampashirschen, Guanakos und Vikunjas, gelegentlich sogar mit Schafen und Rindern. Die Vergesellschaftung ist zu beiderlei Nutzen. Der gute Gesichtssinn des Nandus und der gute Geruchssinn der Säugetiere ergänzen einander, so dass nahende Feinde früher erkannt werden können.

### Ernährung
Nandus sind Allesfresser: Sie bevorzugen breitblättrige Pflanzen, fressen aber auch Samen, Früchte, Wurzeln, Insekten und kleine Wirbeltiere. Dass sie auch Giftschlangen erbeuten, ist ein immer wieder geäußertes Gerücht, das aber keinen Wahrheitsgehalt hat. Ihren Wasserbedarf decken Nandus weitgehend aus dem Flüssigkeitsgehalt ihrer Nahrung, müssen also selten bis gar nicht trinken. Wie andere Laufvögel schlucken Nandus regelmäßig Gastrolithen, um die Nahrung im Magen zu zerkleinern.

### Fortpflanzung
Die Tiere werden mit zwei bis drei Jahren geschlechtsreif. Die Paarungszeit der Vögel ist in ihrem natürlichen Verbreitungsgebiet im September bis Dezember.
Die Nandus leben polygam: Ein Hahn sichert ein Revier und schart möglichst viele Hennen um sich. Konkurrierende Männchen werden mit Tritten und Schnabelhieben vertrieben. Am Ende befinden sich zwei bis zwölf Hennen im Revier des Hahns, der nun mit der Balz beginnt. Hierbei umrundet er seinen Harem, hält die Flügel ausgebreitet und die Halsfedern aufgestellt und gibt den typischen nan-du-Laut von sich. In der Folge paart sich der Hahn mit allen Hennen seines Harems.

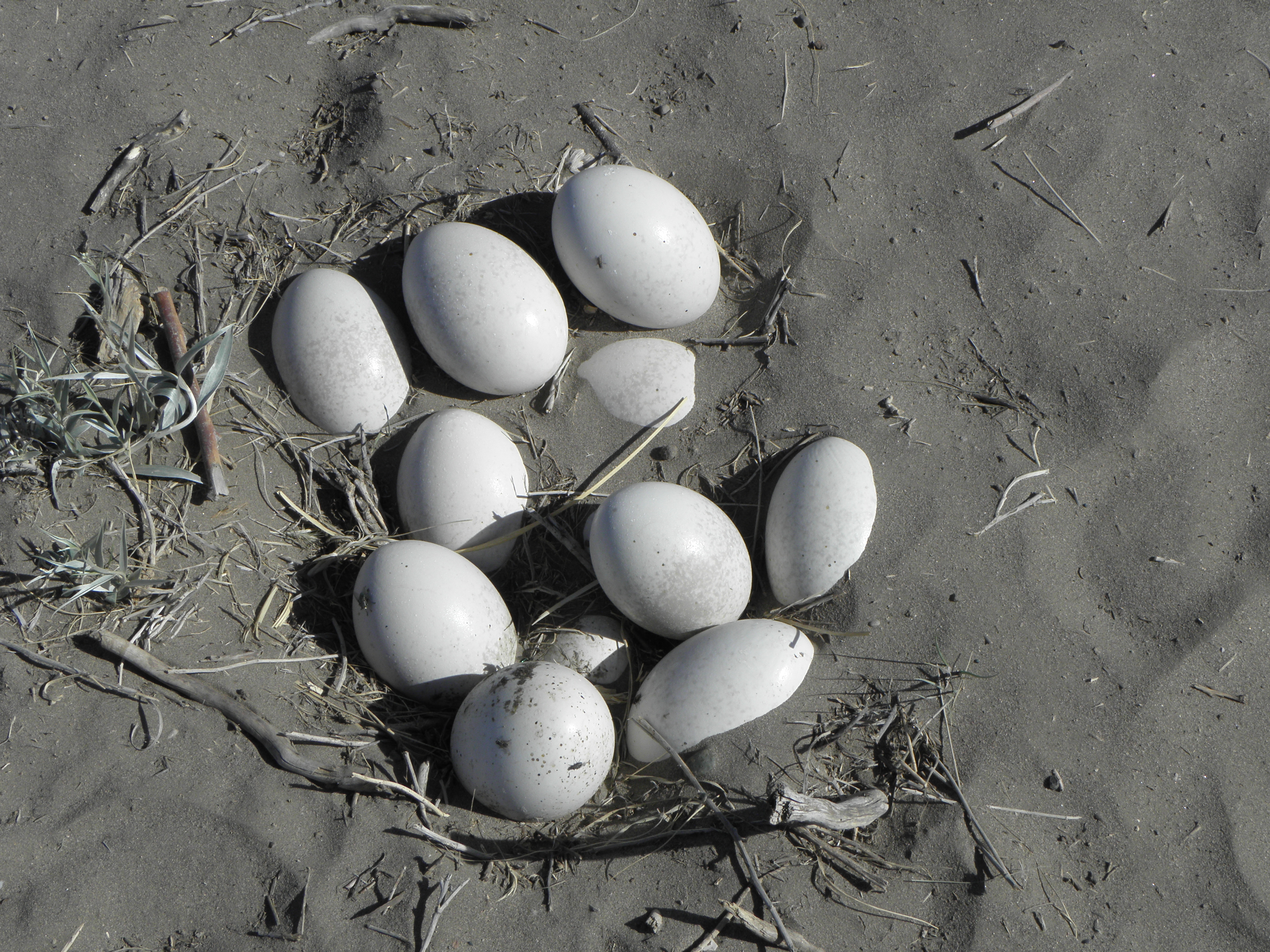
Eier von Rhea pennata im Nest

Die Hennen legen ihre goldgelben Eier in eine Nestgrube, die vom Hahn ausgelegt wird. Es handelt sich um eine Vertiefung in der Erde, die etwa 1 m breit und 12 cm tief ist. Am Ende befinden sich 13 bis 30 Eier, in sehr seltenen Fällen bis zu 80 Eier im Nest. Nachdem die Hennen die Eier gelegt haben, ziehen sie weiter. Stoßen sie auf das Territorium eines anderen Hahns, wiederholt sich dort das Ganze. Das Männchen bleibt allein zurück und ist demnach für das Brutgeschäft verantwortlich. Während der 35 bis 40 Tage währenden Brutzeit ist es extrem aggressiv gegenüber allen Eindringlingen gleicher oder anderer Art. Dieses Verhalten trifft auch Nachzügler unter den Hennen, die erst jetzt zum Ablegen der Eier kommen. Da sie durch den Hahn nicht zum Nest vorgelassen werden, müssen sie die Eier außerhalb des Nests ablegen. So gibt es in beinahe jedem Nandu-Territorium zahlreiche Eier, die das Nest ringförmig umgeben und verrotten. Diese scheinbare Verschwendung hat jedoch ihren Nutzen: Die verfaulenden Eier locken Fliegen an, die dem unabkömmlichen Männchen während der Brut als Nahrung dienen. Ab und zu brütet ein Paar von zwei Hähnen, eng nebeneinander sitzend, seine Eier gleichzeitig aus und zieht dann die Jungen gemeinsam auf.
Nach dem Schlüpfen bleiben die Jungen etwa vier bis sechs Monate beim Vater, der sie aufmerksam bewacht und weiterhin jeden Eindringling aus dem Revier vertreibt. Die Küken geben ständig Pfeiflaute von sich, über die sie schnell wiedergefunden werden, wenn sie verlorengehen sollten. Geschieht dies dennoch, kann ein Nanduküken von anderen Hähnen adoptiert werden.

## Systematik
Man kennt fossile Nandus aus dem Eozän, fragliche Fossilfunde deuten sogar auf eine Existenz im Paleozän hin (siehe Fossilgeschichte). Damit sind Nandus eine der ältesten bekannten Vogelfamilien überhaupt. Umso schwieriger ist es, ihre externe Systematik zu ergründen. Die äußere Ähnlichkeit deutet auf eine Verwandtschaft mit dem afrikanischen Strauß hin. Andere Zoologen sehen Nandus als eine basale Gruppe innerhalb der Laufvögel, deren Schwestergruppe ein Sammeltaxon aller anderen Laufvögel bildet. Eine weitere, erst neuerdings aufgestellte Hypothese trennt die Nandus ganz von anderen Laufvögeln ab und sieht in ihnen die Schwestergruppe der Steißhühner; nach letzterer Theorie wären alle Ähnlichkeiten der Nandus zu Straußen in konvergenter Evolution entstanden. Die molekulare Systematik anhand von DNA-Vergleichen reiht Nandus mit anderen Laufvögeln und Steißhühnern in eine Gruppe.
Die heute lebenden Nandus werden in drei Arten unterteilt:
- Nandu oder Großer Nandu (Rhea americana)
- Darwinnandu oder Kleiner Nandu (Rhea pennata)
- Puna-Nandu (Rhea tarapacensis)[9]

## Fossilgeschichte
Die frühen Nandus werden oft der eigenen Familie Opisthodactylidae zugeordnet. Benannt ist dieses Taxon nach Opisthodactylus patagonicus, einem südamerikanischen Vogel des Miozäns, der anders als heutige Nandus eine vierte Zehe hatte – eines von mehreren Merkmalen, die als Beleg einer gemeinsamen Abkunft von Nandus und Steißhühnern angeführt werden. Der älteste Vertreter, Diogenornis fragilis, aus dem Paleozän Südamerikas, ist auch der älteste bekannte Laufvogel. Auch beim Urstrauß Palaeotis weigelti aus dem Eozän Mitteleuropas sehen Paläontologen mehr Ähnlichkeiten mit Nandus als mit Straußen, was eine einstige Verbreitung der Nandus über Südamerika hinaus implizieren würde.
Die eigentlichen Nandus (Rheidae) sind seit dem Pliozän fossil belegt. Hier sind vor allem die fossilen Gattungen Heterorhea und Hinasuri zu nennen.

## Menschen und Nandus

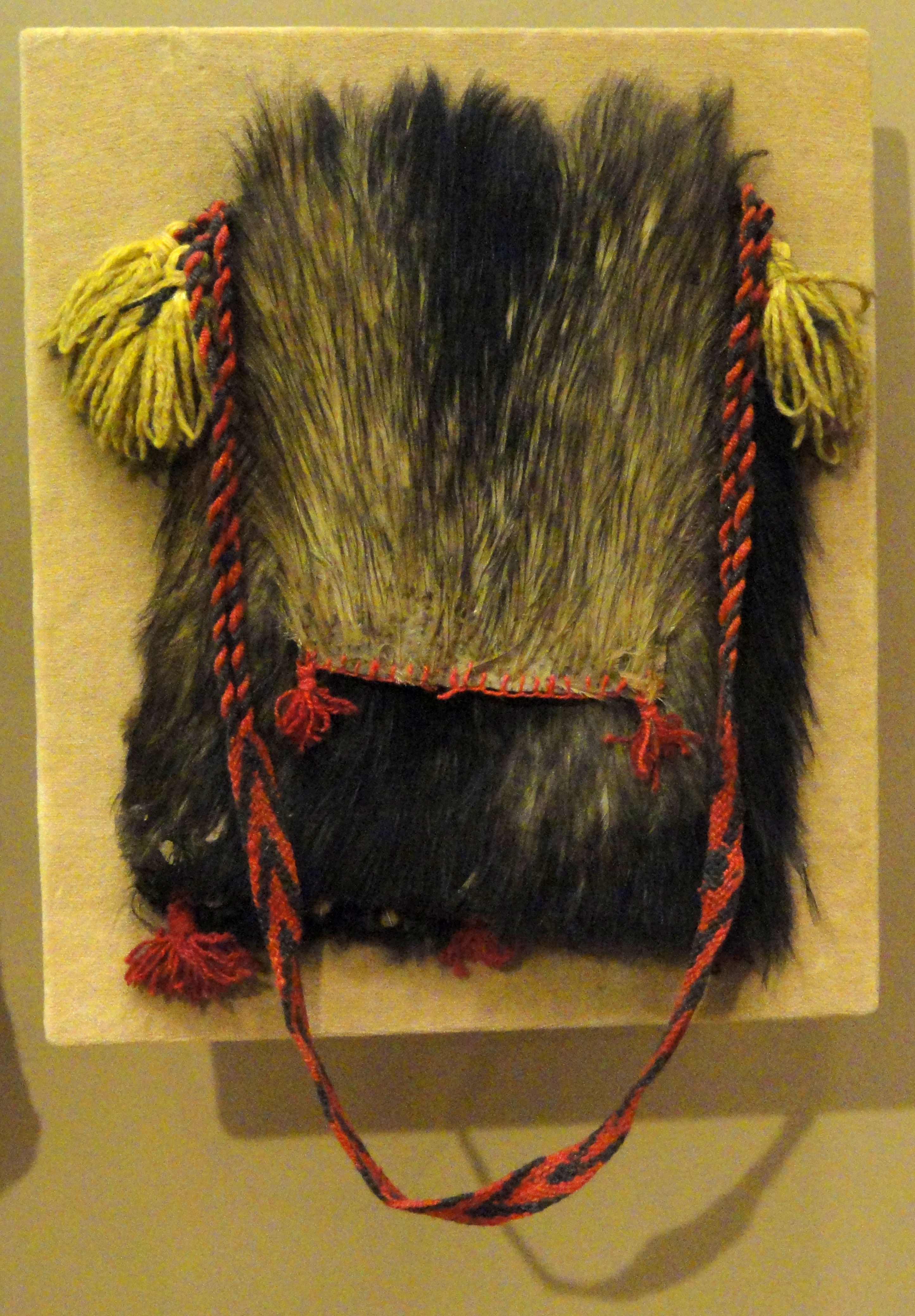
Tasche der Pilagá aus Nanduhaut

Nandus werden vermutlich seit der Besiedelung Südamerikas durch den Menschen gejagt und ihre Eier gesammelt und gegessen. Im brasilianischen Bundesstaat Piauí gibt es in Höhlen von diesen Vögeln Zeichnungen, deren Entstehung auf den Zeitraum 12.000 bis 8000 v. Chr. datiert werden. Zur Jagd wurde vielerorts eine Bola genutzt. Im 19. Jahrhundert, als ein weltweiter Federhandel existierte, wurden auch Nandus intensiv bejagt. Jährlich wurden zwischen 300.000 und 500.000 Vögel getötet und allein 1872 wurden 61 Tonnen Nandu-Federn über eine einzelne Zollstation in Buenos Aires ausgeführt. Die relativ schlicht gefärbten Federn wurden von der Modeindustrie gewöhnlich nicht für Hüte oder zu Stolen verarbeitet, sondern zu Staubwedeln gebunden.
In jüngerer Zeit wurde die Haut der Nandus auch zu Leder verarbeitet. Diese Nutzung, die Zerstörung der Landschaften und die ebenfalls stattfindende Sportjagd haben dazu geführt, dass die Nandu-Arten in ihrem Bestand seltener geworden sind.
Die Viehzüchter der Region behaupten, dass Nandus ihren Tieren das Gras wegfräßen, und die Ackerbauern fürchten um ihr Getreide. Nandus werden daher oft geschossen oder vertrieben, wenn sie in der Nähe von Feldern gesehen werden. Zudem verfangen sie sich oft in Stacheldrahtzäunen, die die Gehöfte umgeben, erleiden dabei schwere Verletzungen und verenden.

## Etymologie
„Nandu“ ist abgeleitet von ñandu guasu, Guaraní für „große Spinne“, da der Nandu in Balz-Pose einer großen Spinne ähnelt. Eine alternative Herleitung bezieht sich auf den Ruf, der lautlich wie Nan-Du klingt.